# 搖滾藏獒
《搖滾藏獒》是2016年美國和中國合製的动画喜剧电影，由漫动时空和华谊兄弟製作，艾什·布兰农和库尔特·沃克执导，改编自郑钧的图画小说《搖滾藏獒》。主要配音陣容包括盧克·威爾遜、埃迪·伊扎德、J·K·西蒙斯、劉易·布萊克、凯南·汤普森、梅·惠特曼、豪尔赫·加西亚、麥·迪倫和山姆·埃利奧特。影片讲述了一隻年轻的藏獒波弟，他本該子承父業保衛村莊，卻愛上了現代搖滾樂。為了追求音樂夢想，他進入城市，尋找樂隊未果、拜師學藝受挫、屢遭狼群算計，但他堅持不懈，不僅拯救村民，還彌補了親情上的裂痕，最終夢想成真。

## 劇情
波弟（Bodi）是隻睁大眼睛的藏獒，有望成为保护一群迷人绵羊的下一个村民，但他担心自己将无法接替父亲康帕（Khampa）。
当收音机从天而降时，一切都会发生变化，而波弟聆听摇滚传奇人物安歌士（Angus Scattergood）的音乐，并向他决定探索的音乐世界敞开心心。
波弟离开家乡到大城市追求自己的命运时，吸引了一群饥饿的狼的首领林一色（Linnux）的注意，他认为波弟将是他返回乡村和抓羊的门票。 波弟有责任在不放弃他新发现的梦想的情况下拯救他的家人和朋友。

## 角色
| 配音          | 配音     | 角色                        |
| 美國          | 中國大陸 | 角色                        |
| ------------- | -------- | --------------------------- |
| 盧克·威爾遜   | 郭麒麟   | 波弟（Bodi）                |
| J·K·西蒙斯    | 郭德纲   | 康巴（Khampa）              |
| 山姆·埃利奧特 | 冯小刚   | 吴福利（Fleetwood Yak）     |
| 劉易·布萊克   | 于谦     | 林一色（Linnux）            |
| 埃迪·伊扎德   | 路知行   | 安歌士（Angus Scattergood） |
| 肯南·湯普森   | 孙越     | 不服（Riff）                |
| 喬治·加西亞   | 烧饼     | 哥们儿（Germur）            |
| 麥特·狄倫     | 郑钧     | 锤子（Trey）                |
| 梅·惠特曼     | 毛毛頭   | 狸花（Darma）               |
| 威爾·芬       | 刘芸     | 雪儿（Carl）                |

## 發行
《搖滾藏獒》在第19届上海国际电影节上，以特別放映的身分首映。狮门娱乐定於2017年2月24日於美國發行。

### 評價
電影的評價以正面居多。爛番茄基於57條評論，新鮮度47%，平均評分5.3／10。Metacritic得分48。據CinemaScore調查，觀眾的評價在A+至F間落於「B+」。

## 续集
續集《搖滾藏獒：藍色光芒》於2021年上映。第3集《搖滾藏獒：乘風破浪》於2023年上映。

## 外部連結
- 官方网站
- 互联网电影数据库（IMDb）上《搖滾藏獒》的资料（英文）
- Metacritic上《搖滾藏獒》的資料（英文）
- 爛番茄上《搖滾藏獒》的資料（英文）
- Box Office Mojo上《搖滾藏獒》的資料（英文）
- 大卡通資料庫上《搖滾藏獒》的資料（英文）

- AllMovie上《搖滾藏獒》的资料（英文）
- TCM电影资料库上《搖滾藏獒》的资料（英文）
- 開眼電影網上《搖滾藏獒》的資料（繁體中文）
- 时光网上《搖滾藏獒》的資料（简体中文）
- 豆瓣电影上《搖滾藏獒》的資料 （简体中文）